# Jalen Richard
Jalen Richard (Alexandria, 15 de outubro de 1993) é um jogador de futebol americano renovou um novo contrato para voltar jogar no Las Vegas Raiders da National Football League (NFL). Ele estudou na "University of Southern Mississippi" em Mississipi e assinou com os Oakland Raiders em 2016.